# Église Saint-Jean de Schiers
Pour les articles homonymes, voir Église Saint-Jean.
L'église réformée Saint-Jean (Reformierte Kirche St. Johann) est l'église paroissiale de Schiers, commune du canton des Grisons en Suisse. Elle appartient à l'Union des Églises réformées de Suisse et au IXe Colloque des églises du Prättigau, vallée où se trouve le village. Elle est inscrite comme bien culturel d'importance régionale.

## Historique
Une église précédente est mentionnée en 1101 sous le patronage de saint Jean, mais des vestiges de fondation, qui se trouvent dans le jardin de la maison pastorale, datent des Ve et VIe siècles.
Avant que la Réforme protestante ne se répande dans le Prättigau, l'église est reconstruite (1519-1522), puis passe quelques années plus tard au calvinisme. Elle est reconstruite encore en 1641, après la guerre de Trente Ans et l'intervention autrichienne, et de nouveau en 1768 après un incendie. Les fondations du clocher datent des débuts de l'église. Il a été refait en 1798 et recouvert en 1926 d'une toiture en forme de bulbe, surmonté d'une flèche.
Une cloche du XVIIIe siècle est conservée au mur extérieur exposé au sud, comme témoignage de l'incendie de 1768. C'est à l'église Saint-Jean que s'est réuni le Synode des Grisons en juin 2010.

## Description
L'église se présente avec une nef comportant une tribune du côté gauche. Le chœur est typique de l'architecture du Prättigau avec des voûtes à plusieurs croisées d'ogives.
La chaire de bois avec abat-voix date de la seconde moitié du XVIIIe siècle. On remarque au milieu des fonts baptismaux de style néogothique. les orgues monumentales datent de 1926 et se trouvent dans le chœur face aux fidèles.

## Illustrations

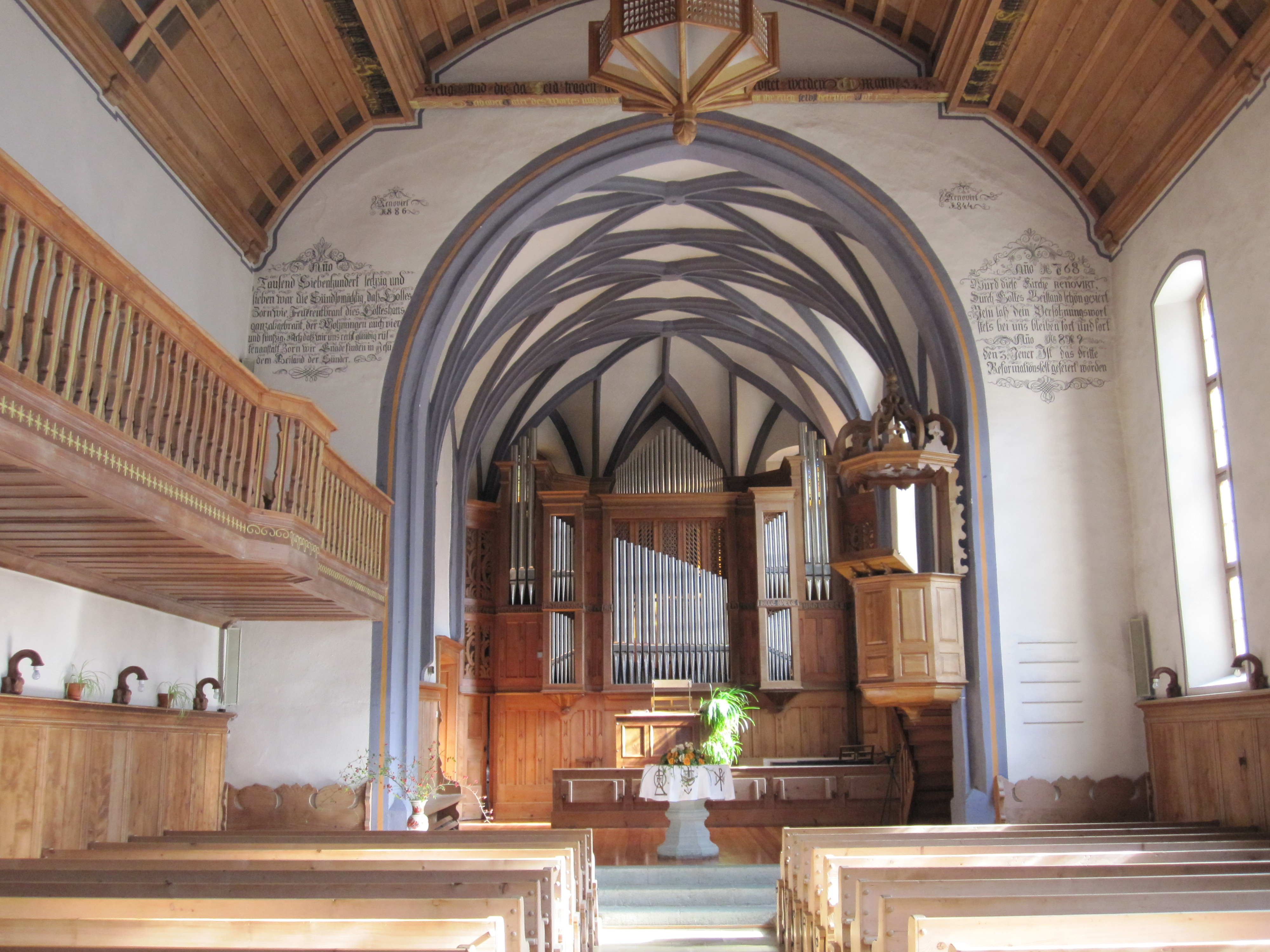
Intérieur de l'église
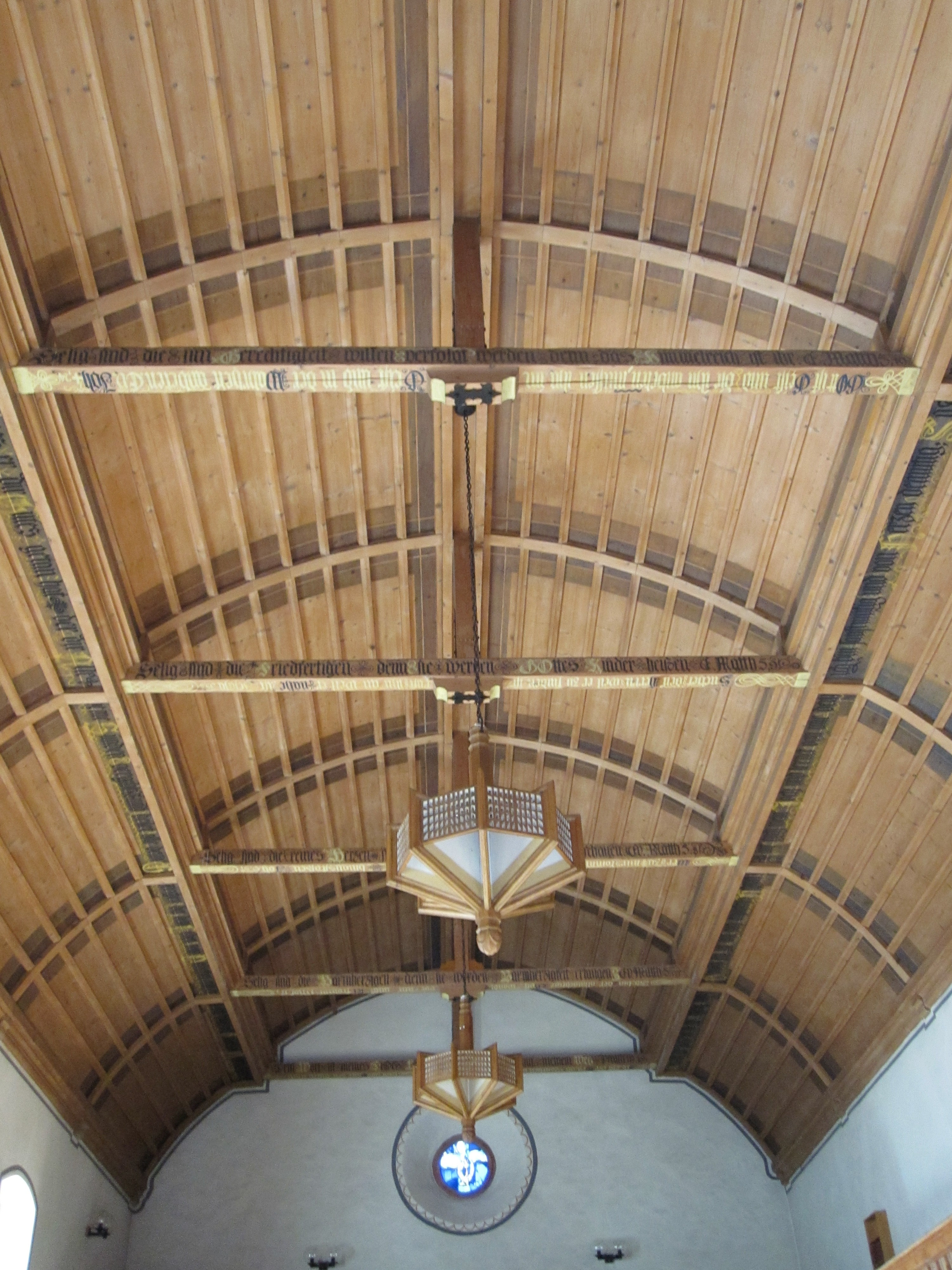
Plafond
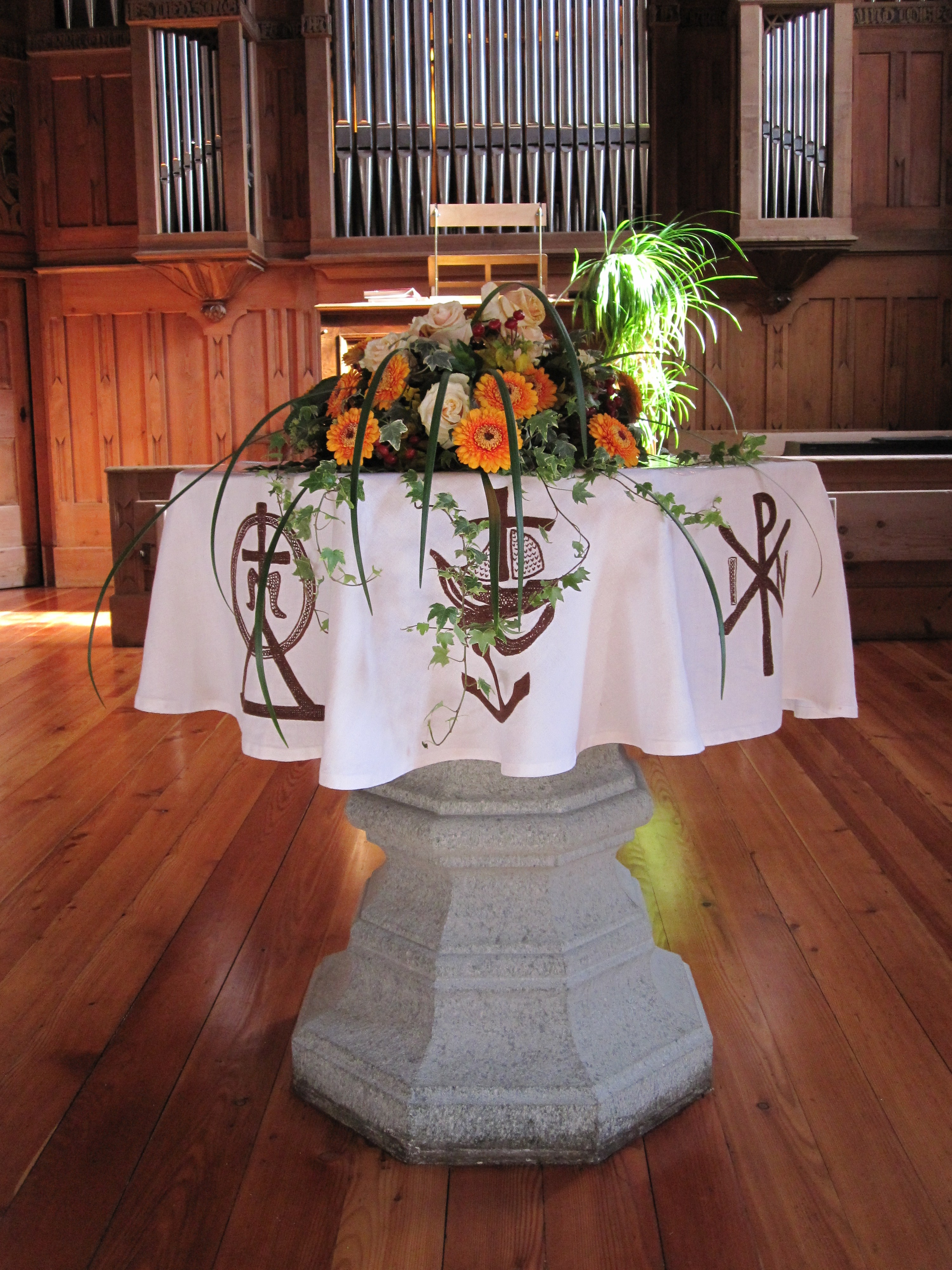
Fonts baptismaux
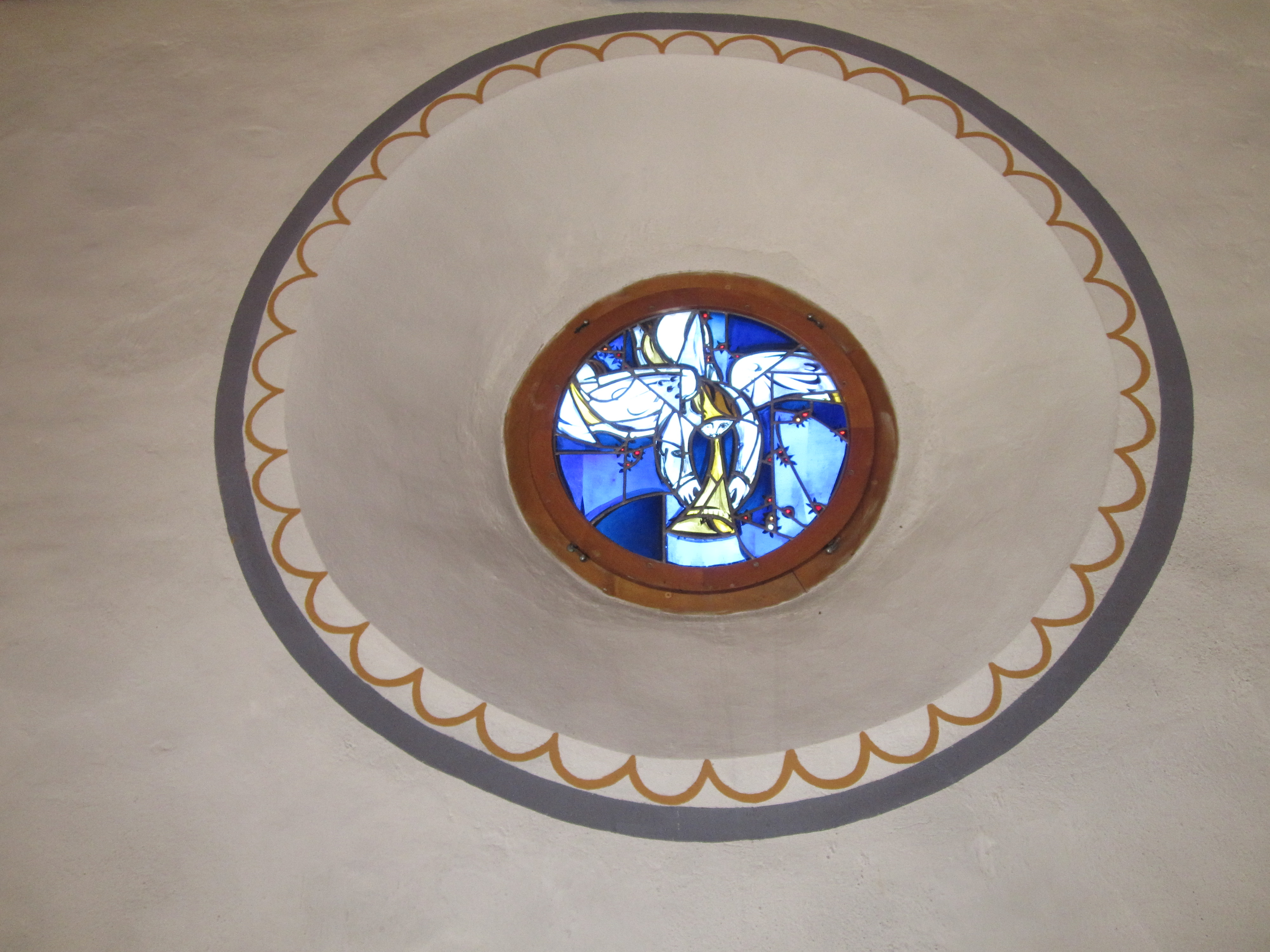
Vitrail au-dessus du portail du côté de la tribune

## Source
- (de) Cet article est partiellement ou en totalité issu de l’article de Wikipédia en allemand intitulé « Reformierte Kirche St. Johann (Schiers) » (voir la liste des auteurs).